# Bodrouxova–Čičibabinova syntéza aldehydů

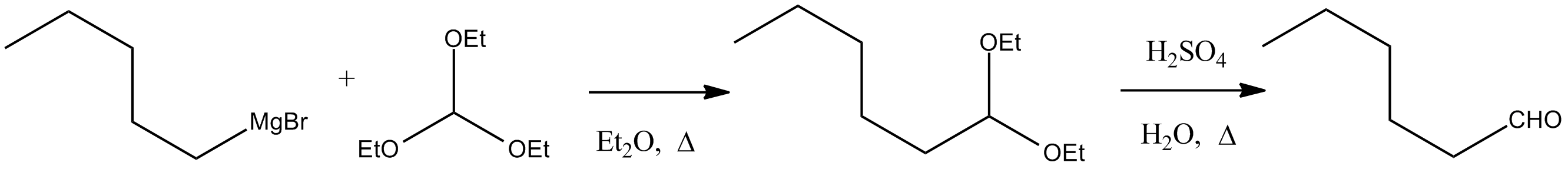
Bodrouxova-Čičibabinova syntéza hexanalu

Bodrouxova–Čičibabinova syntéza aldehydů je organická reakce, při které se Grignardovo činidlo přeměňuje na aldehyd, který má o jeden atom delší uhlíkový řetězec.
Reakcí Grignardova činidla s triethylorthoformiátem vzniká acetal, který se hydrolyzuje na aldehyd. Zde je zobrazena příprava n-hexanalu: